# 死霊のはらわた (2013年の映画)
『死霊のはらわた』（原題: Evil Dead）は、フェデ・アルバレス監督による2013年のアメリカ合衆国のホラー映画。サム・ライミ監督・脚本・製作による1981年の映画『死霊のはらわた』の設定を一から作り直した作品（リメイク / リブート）であり、ライミは本作にも製作・脚本として参加している。フェデ・アルバレスにとっては初めてのフィーチャー映画の監督となる。
脚本はアルバレスとロド・サヤゲス、ライミが共同執筆し、ディアブロ・コーディが書き直した。製作はオリジナル版を手がけたライミ、ブルース・キャンベル、ロバート・G・タパートが行う。

## ストーリー
薬物依存症にかかったミアのリハビリのため、森の奥深くにある山小屋を訪れた兄デビッドと彼の恋人のナタリー、高校教師のエリック、看護師のオリビアら5人の男女たち。ミアの薬物依存は重症で、一度ODを起こしており、オリビアから「次にまたODになったら確実に死ぬ。禁断症状を乗り越えるまで絶対に帰らせない。」と言われ、デビットは戸惑いながらも友人たちと共に禁断症状に苦しむミアを見守る。そんな中、小屋で地下室への入口を見つけた5人は、そこで何らかの儀式が行われていた形跡と、「死者の書」という1冊の不気味な本を見つける。そして、エリックによって本に書かれていた呪文が唱えられてしまう。
翌日、「小屋の近くで不気味な人影を見た」というミアを、オリビアは「今の状況から逃げたいがために出任せを言っている」と気にも留めなかったが、この日を境に5人はかつて小屋で起きていた恐ろしい事実を知ることになる。

## キャスト
役名、俳優、日本語吹替。なお、主要5人の役名の頭文字を並べると "DEMON" になる。
- ミア - ジェーン・レヴィ（水樹奈々）
- デビッド - シャイロ・フェルナンデス（中村悠一）
- オリビア - ジェシカ・ルーカス（英語版）（佐藤利奈）
- エリック - ルー・テイラー・プッチ（高木渉）
- ナタリー - エリザベス・ブラックモア（英語版）（戸松遥）
- 少女 - フェニックス・コノリー（阿澄佳奈）
- ハロルド - ジム・マクラーティ（上田燿司）
- 老女 - シアン・デイヴィス（沢田敏子）

以下はノンクレジット。
- アッシュ - ブルース・キャンベル（小杉十郎太）

## 製作
2011年7月13日、ゴースト・ハウス・ピクチャーズが『死霊のはらわた』のリメイク版を製作し、ディアブロ・コーディが脚本を読み直しており、フェデ・アルバレスが監督に選ばれたことが発表された。主役のデヴィッドはシャイロ・フェルナンデスが演じる。また、リリー・コリンズがオリジナル版のアッシュに該当する女主人公のミア役になったと報じられたが、2012年1月24日に降板が発表された。2012年2月3日、ジェーン・レヴィがコリンズに代わってミアを務めることが発表された。他にジェシカ・ルーカス、ルー・テイラー・プッチ、エリザベス・ブラックモアがキャストに加わった。
監督の強いこだわりからCGによる映像加工はほとんど使われず、特殊メイクが多用されている。ミアの口から吐き出された大量の吐瀉物もCGではなく、実際にチューブを通してジェーン本人が行ったため、共演者に申しわけなく思い、震えて泣いたと話している。ラストシーンでの血の雨には、5万ガロン（約190トン）という大量の液体をトラックで運び込んだという。
なお、当初はNC-17指定を受けたが、配給元との契約にともなってR指定に再編集することとなった。日本ではR18+指定での上映となる。
すでに続編の制作が始まっている。

## 劇場公開
アメリカ合衆国では2013年4月5日、日本では同年5月3日に劇場公開が開始された。

## 評価
本作は批評家から賛否両論であった。映画批評集積サイトのRotten Tomatoesには195件のレビューがあり、支持率62％、平均点は10点満点で6.1点となっている。サイト側による批評家の見解の要約は「『死霊のはらわた』はオリジナル版のユーモアは欠けているが、残忍な恐怖、血みどろの恐怖、大喜びの暴力を補償します。」となっている。
全米初登場1位となった後、世界中で9700万ドルを記録し、興行的な成功を収めた。一方、日本では映画雑誌『映画秘宝』が発表した2013年度の映画に対するワーストランキング「HIHOはくさいアワード」で7位と評価された。